# Borilne veščine
Borílne veščína ali umétnosti bojevánja so sistemi urejenih metod vadbe telesa in tudi duha, z namenom učinkovitega bojevanja, tako golorokega kot tudi oboroženega. Pojem se dandanes uporablja predvsem v povezavi z golorokimi azijskimi borilnimi veščinami, čeprav v resnici zajema raznolike veščine bojevanja z vsega sveta.

## Delitev borilnih veščin
V osnovi lahko borilne veščine razdelimo na goloroke, oborožene in mešane.

### Goloroke borilne veščine
Za borbo se uporabljajo različni gibi telesnih udov človekovega telesa v različnih položajih (stoje, na tleh, v skoku). Najpogostejši gibi so:
- udarci z rokami (pest, dlan, prsti, komolec, ramena)
- udarci z nogami (stopalo, goleno, koleno)
- natančni gibi, ki omogočajo:

Namen golorokih borilnih veščin je bil sprva pretežno dopolnilen in mnogokrat izhod v skrajni sili - vojščak brez orožja je imel z znanjem goloroke borbe večjo možnost preživeti toliko časa, dokler ni našel novega orožja, ali se dobro znajti v položaju, ko orožja ni bilo moč uporabiti.

### Oborožene borilne veščine
Za borbo se uporabljajo različna orožja. Ta so lahko v grobem strelna, bližinska ali mnogostranska.
- strelna orožja (prača, frača, lok, samostrel, pištole in puške različnih oblik)
- bližinska orožja (ščit, palice in krepela različnih oblik, helebarda, sekira, meči različnih oblik)
- vsestranska orožja (kamen, noži različnih oblik, kopje)

Delijo se lahko tudi na ognjena orožja (temelječ na smodniku in eksplozivih) in hladna orožja (lesena in kovinska orožja brez eksplozivnih sredstev).
Predvsem razvoj na smodniku temelječih strelnih orožij je ljudem v novejšem času izbrisal ali popačil zavedanje o obstoju mnogih veščin oborožene borbe. Nekdanje naporno in dolgotrajno urjenje z lokom, mečem ali dolgo palico, je s primerljivo enostavnejšim in hitrejšim učenjem rokovanja s smodniškim strelnim orožjem, povezanim z njegovo velikansko učinkovitostjo na bojišču, hitro izgubilo večino veljave in postalo vojaško nekonkurenčno. Tako, tudi zaradi deloma zmotne predstave o enostavnem rokovanju s pištolami in puškami, danes mnogi napačno ne štejejo veščin streljanja in rokovanja z njimi k borilnim veščinam.

### Mešane borilne veščine
Mnogo borilnih veščin je kombinacija tako goloroke kot oborožene borbe. Področji sta znotraj posamezne veščine lahko precej ločeni ali pa izdatno prepleteni. V preteklosti je bilo mešanih veščin malo, saj so vadbo obeh principov mnogokrat razumeli kot učenje več ločenih veščin.

### Namen borilnih veščin
Večina borilnih veščin v preteklosti je služila predvsem učinkoviti in hitri borbi, ki se je praviloma končala s smrtjo ali različnimi stopnjami (največkrat resnih) poškodb. Ta neposrednost uporabe se je v preteklosti zmanjšala le pri nekaterih borilnih veščinah, pri večjem številu in v večjem obsegu pa šele v zadnjem stoletju in pol (telovadba, športi, olimpijske igre, samoobramba brez resnih poškodb). Neposredni načini borbe še vedno obstajajo, predvsem zaradi različnih vojaških potreb. 

## Zgodovina nastanka in razvoja borilnih veščin

### Ozadje nastanka in razvoja
Raznolikost borilnih veščin je velikanska, čeprav imajo mnoge skupne poteze in principe. Borilne veščine spremljajo človeštvo po različnih koncih vsega sveta že od prazgodovine. Spopadi med ljudmi, tako oboroženi kot goloroki, so od neurejenih in preprostejših načinov borbe sčasoma privedli do izoblikovanja urejenih in kompleksnih sistemov, z namenom hitre in učinkovite obrambe in/ali prevlade nad nasprotniki. V največji meri so bili sprva o borilnih veščinah poučeni namensko izurjeni deli prebivalstva - vojščaki; sčasoma so se razširile tudi med del splošnega prebivalstva, predvsem z namenom samoobrambe in telovadbe.
Mnogo sistemov je poleg samih borilnih gibov in rokovanj z orožji hitro vključilo tudi ločeno vadbo osebnosti in duha (verska izobrazba, družboslovje, dihalno-meditacijske vaje) samega vojščaka, s kopičenjem znanj o delovanju človekovega telesa pa tudi znanja z medicinskega področja (masaže, akupunktura, zdravilstvo in zeliščarstvo); tako je vojščak lahko deloval še učinkoviteje. Vadba borilnih veščin je zaradi zapletenosti in raznovrstnosti lahko trajala več let, postala pa je lahko način življenja. V izogib izgube prednosti pred nasprotniki, je bilo znanje borilnih veščin, tako v ustni kot pisni obliki, pogosto skrbno varovana skrivnost, v celoti podana le redkim izbrancem, ki so jo v zmanjšanem obsegu prenašali naprej večini učencev, v celoti pa ponovno le redkim izbrancem. 
Borilne veščine niso bile le sredstvo prevlade in obrambe pred nasprotniki zunaj meja določene dežele, temveč so, omejevanju navkljub, v primeru širitve med večji del izkoriščanega in nezadovoljnega prebivalstva, predstavljale nevarnost vladajočemu sloju znotraj same dežele. Zato so bile, tako v pretekli kakor tudi v novejši zgodovini, borilne veščine (z orožji ali goloroke) in njihovo poučevanje pogosto strogo prepovedane, z grožnjo zaporne ali smrtne kazni. Posledica tega je bila mnogokrat začasna ali trajna preobrazba v navidez nebojevniške aktivnosti - plesi, obredi, umetniške veščine, ipd., z namenom ohranitve znanja.
V mirnejših zgodovinskih obdobjih so, zaradi mnogih razlogov, borilne veščine pogosto izgubile veljavo in mojstri določenih oblik veščin so lahko ostali brez učencev, na katere bi lahko prenesli svoje znanje.
Zaradi tega, pa tudi že omenjenih in drugih podobnih razlogov, se je lahko sčasoma določeno znanje ali celotna veščina tudi izgubila, ali pa v večji ali manjši meri popačila.
Vsem veščinam, tako v preteklosti kot v sedanjosti, pa je skupen dinamičen proces nenehnega razvoja obstoječih metod in dopolnjevanja z novimi; gonilo v ozadju je izoblikovanje, za določen namen, najpopolnejše in najučinkovitejše borilne veščine. Vendar že zaradi raznolikosti potreb in namenov skozi čas, to nikoli ni bila in ne more biti ena sama veščina.

### Zgodovinski razvoj
Izvor borilnih veščin je tema, o kateri je na voljo še premalo zgodovinsko verodostojnih podatkov za oblikovanje popolne predstave; tako je ta tema vir nenehnih razprav in razhajanj, predvsem, ko beseda nanese na izvor kake določene borilne veščine. 
Sam pojem borilne veščine je tako vseobsegajoč, da je celovito gledano izvorov mnogo, saj so borilne veščine povezane z razvojem človeških civilizacij in geografskih regij sveta, mnogo ljudstev pa je sprva razvilo svoje vrste borilnih veščin neodvisno od drugih ljudstev. A kakor hitro je prišlo do stikov med različnimi ljudstvi, tako vojaških kot gospodarsko-kulturnih, se je začel proces medsebojnega izmenjave dobrin in znanja, tudi na področju borilnih veščin. Ta je še dodatno okrepil naraven dinamični proces razvoja veščin, katerega posledice so oblikovanja, preoblikovanja z odvzemanjem ali dodajanjem znanj, pa tudi izginevanje mnogih oblik borilnih veščin. Proces je stalen, potekal je tako v preteklosti, kakor seveda poteka tudi danes. Tako se nenehno razvijajo različice izvornih borilnih veščin, t. i. slogi ali celo popolnoma nove oblike borilnih veščin. Mnoge veščine so še danes pomembna in varovana zgodovinsko - kulturna tradicija določenih regij sveta.

#### Vzroki za drobljenje borilnih veščin
Oblikovanje novih slogov zaradi naravnega razvoja in zunanjih vplivov je le eden izmed razlogov za drobljenje borilnih veščin. Tudi zaradi kulturnega ponosa, zgodovinsko-političnih, ekonomskih in tudi čisto osebnih stališč in razlogov, je prihajalo in še vedno prihaja do nesoglasij in trenj glede izvora, pristnosti in čistosti, učinkovitosti in večvrednosti določene veščine. Vse skupaj je vodilo v dodatno cepljenje na nove in nove oblike in različice. Proces oblikovanja različic in novih oblik veščin je prisoten še danes, zaradi lažje komunikacije in izmenjave znanj poteka hitreje in morda celo v večji meri kot v preteklosti. Borilne veščine, izoblikovane v poznem 19. stoletju in tekom 20. stoletja pa so, kljub nasprotnim trditvam, skoraj brez izjem zgrajene na temeljih večjega ali manjšega števila svojih zgodovinskih prednikov.
Razumen in urejen vpogled v celovit zgodovinski razvoj borilnih veščin je tako večinoma možen le na podlagi razdelitve po geografskih regijah, nato pa znotraj posamezne regije še po tipu borilne veščine (goloroka, oborožena, mešana).

#### »Svetovne«borilne veščine
boks, rokoborba, mečevanje, lokostrelstvo, rokovanje s ščiti in kopji, rokovanje z noži

#### Azijske borilne veščine
Razsežno azijsko področje je bilo v preteklosti svetovno ena najbolj plodnih regij za oblikovanje raznovrstnih borilnih veščin. Najbrž ravno zaradi ogromne pestrosti, mnogi kot borilne veščine zmotno štejejo le azijske goloroke sisteme borbe.
Splošno razširjena je napol mitološka zgodba o izvoru azijskih veščin. Vse naj bi izvirale iz veščine templja Šaolin na Kitajskem, ki jo je ustvaril menih Bodidarma. Bodidarma je zgodovinsko potrjena osebnost, ki je, v 5. ali 6. stoletju, iz Indije na Kitajsko prišel poučevati budizem. Kakor dejanja mnogih verskih ikon po vsem svetu, so tudi dejanja Bodidarme nasičena z miti in legendami, o resnici pa je težko soditi. A težko je verjeti, da na kitajskem področju, ki je imelo zelo burno vojaško zgodovino že mnogo stoletij pred prihodom Bodidarme, niso poznali borilnih veščin, tako golorokih kot oboroženih. Prav tako je težko verjeti, da bi lahko le ena oblika borilne veščine bila izvor takšni raznovrstnosti, kot so jo dosegle azijske borilne veščine, v njeni celoti in ne le določenemu deležu. 
Ostaja pa dejstvo o pomembnem vplivu znanj iz Indije na nadaljnji razvoj borilnih veščin na kitajskem območju, tako pojavu novih kot spremembi takrat že obstoječih oblik.
Prav tako je dejstvo, da so imele v kasnejših obdobjih prav kitajske borilne veščine, z vso svojo raznovrstnostjo, povezano z močjo mnogih kitajskih cesarskih dinastij, izreden vpliv na avtohtone veščine dežel ostale Azije.
Tako so k splošnemu razvoju mnogih oblik borilnih veščin v Aziji pomembno vlogo odigrali tako vplivi iz Indije kot tudi vplivi izvirajoči iz Kitajske, a v različnih časovnih obdobjih in v različnih oblikah.
Zgodovina nastanka modernih japonskih borilnih veščin (t. i. veščine gendai budo) je eden izmed najbolj zgovornih in dobro popisanih primerov procesov nastanka, razvoja in preoblikovanja ter širjenja, ki so jim borilne veščine podvržene skozi vso zgodovino.
Nekatere azijske borilne veščine:
kung fu - vušu, kempo, džudžutsu, ajkido, karate, džudo, nindžutsu, kobudo, kendo, kordžu, moderni kikboks, tekvondo, hapkido, hvarangdo, silat, arnis, escrima, muay thai, vovinam, Pon*Do*Kwan

#### Evropske borilne veščine
viteški turnirji, savate, sambo

#### Ameriške borilne veščine
capoeira, vale tudo, mešane borilne veščine

#### Bližnjevzhodne borilne veščine
krav maga

## Goloroka borba v moderni dobi (19. - 21. stoletje)
V moderni dobi (od sredine 19. stoletja dalje) so v večjem delu sveta sistemi goloroke borbe, kakor mnogokrat v pretekli zgodovini, zaradi ponovne spremembe v načinih vojskovanja, doživeli temeljito prevetritev glede veljave in vloge oz. namena. Še vedno so goloroke borilne veščine obdržale dopolnilno vlogo, a pojav in širjenje smodniškega strelnega orožja jim je zmanjšal veljavo in zožil njihov namen, kar je vodilo v njihovo opustitev ali (za mnoge) ponovno preobrazbo, in sicer smereh različnih načel. Pomemben je postal javni ugled, predvsem (dejanska ali navidezna) ločitev od podobe nasilja in ubijanja iz preteklosti in izgradnja veliko bolj humanega videza. 

### Načela goloroke borbe v moderni dobi
Moderna doba je v goloroke borilne veščine vpeljala več principov oz. načel, tako preoblikovanih starih kot tudi nekaj novih.
- Borilni princip: Osredotočenost na najučinkovitejše metode golorokega bojevanja brez večjih omejitev glede poškodb. Uporaba omejena predvsem na vojaško dejavnost. V javnosti, če ga sploh pozna, ima pogosto izrazito negativno podobo.

- Moderni samoobrambni princip: Izhaja iz borilnega principa in vpelje večje, a raznolike omejitve glede nasprotniku povzorčenih poškodb.

- Športni princip: Poudarek je na tekmovanju posameznikov po določenih pravilih in omejitvah z namenom čimmanjše možne mere poškodb in prikazu tehnično in vizuelno popolnih gibov.

- Princip telesnega in duhovno-osebnostnega razvoja: Poudarja razvijanje in izkoriščanje človekovega telesnega in duhovnega potenciala ter razvoj osebnosti v čimvečji meri. Pogosto lahko prevladuje bodisi duhovno osebnostna bodisi telesna plat vadbe ali pa sta strani uravnoteženi.

Sistemi goloroke borbe v preteklosti principov navadno niso razločevali, nekaterih niti niso poznali. V moderni dobi pa lahko vključujejo ali izključno enega ali različno uravnotežene kombinacije več principov.
Moderna doba je v goloroke borilne veščine vnesla tudi veliko mero sistematične urejenosti, med drugim tudi podrobna imena veščin in stilov, podrobne razdelanosti načina vadbe ter vseskozi povečevala varnost vadbe. V preteklosti veščine pogosto niso imele posebnih imen, le splošna opisna imena ("borba z golimi rokami in nogami") z morebitnim dodatkom pokrajine ali dežele, iz katere izvira, ki so ji ga večinoma nadeli tuji opazovalci ("borba z golimi rokami in nogami templja v dolini..."). Sama vadba pa je bila veliko manj postopna in zahtevnejša, smrt in resne poškodbe so bile pogoste.